# David Cremin
David Cremin (* 22. Februar 1930 in Ballydoorty, County Limerick, Irland) ist ein irischer römisch-katholischer Geistlicher und Weihbischof in Sydney.

## Leben
Der Weihbischof in Honolulu, John Joseph Scanlan, spendete ihm am 12. Juni 1955 am All Hallows College in Dublin das Sakrament der Priesterweihe für das Erzbistum Sydney.
Papst Paul VI. ernannte ihn am 25. Oktober 1973 zum Titularbischof von Cunga Féichin und zum Weihbischof in Sydney. Am 19. Januar 1974 spendete ihm James Darcy Kardinal Freeman in der Saint Mary’s Cathedral in Sydney die Bischofsweihe; Mitkonsekratoren waren James Robert Kardinal Knox und Thomas Vincent Cahill, Erzbischof von Canberra und Goulburn.
Am 22. Februar 2005 nahm Papst Johannes Paul II. sein aus Altersgründen vorgebrachtes Rücktrittsgesuch an.